# Zee Cine Award/Beste visuelle Effekte
Der Zee Cine Award Best Visual Effects ist eine Kategorie des indischen Filmpreises Zee Cine Award.
Der Zee Cine Award Best Visual Effects wird von der Jury gewählt. Der Gewinner wird in der Verleihung bekanntgegeben. Die Verleihung findet jedes Jahr im März statt.
Liste der Gewinner:
| Jahr | Gewinner                                             | Film               | Deutscher Titel                             |
| ---- | ---------------------------------------------------- | ------------------ | ------------------------------------------- |
| 1998 | Sai Prasad                                           | Dil To Pagal Hai   | Mein Herz spielt verrückt                   |
| 1999 |                                                      |                    |                                             |
| 2000 | Prasaad Sutar und Madhar Gotad                       | Hindustan Ki Kasam | —                                           |
| 2001 |                                                      |                    |                                             |
| 2002 |                                                      |                    |                                             |
| 2003 |                                                      |                    |                                             |
| 2004 | Digital Art Media und Bimmini Special Effects Studio | Koi... Mil Gaya    | Sternenkind – Koi Mil Gaya                  |
| 2005 | Merzin Tavara und Rohan Desai                        | Musafir            | —                                           |
| 2006 | V. G. Samant                                         | Hanuman            | —                                           |
| 2007 | Craig Mumma und Marc Kolbe                           | Krrish             | Krrish, der Sternenheld                     |
| 2008 | Red Chilli’s Entertainment                           | Om Shanti Om       | Om Shanti Om                                |
| 2009 | keine Verleihung                                     |                    |                                             |
| 2010 | keine Verleihung                                     |                    |                                             |
| 2011 |                                                      |                    |                                             |
| 2012 |                                                      |                    |                                             |
| 2013 |                                                      |                    |                                             |
| 2014 | Red Chilli’s Entertainment                           | Krrish 3           | —                                           |
| 2015 |                                                      |                    |                                             |
| 2016 | —                                                    | Bajirao Mastani    | Bajirao & Mastani – Eine unsterbliche Liebe |